# Grega Žemlja
Grega Žemlja (Jesenice, 20 september 1986) is een Sloveense tennisser. Hij heeft nog geen ATP-toernooi gewonnen, maar stond al wel in de finale ervan. Hij deed al verschillende keren mee aan grandslamtoernooien. Hij heeft zes challengers in het enkelspel en twee challenger in het dubbelspel gewonnen.

## Palmares

### Palmares enkelspel
| Nr.                  | Datum            | Toernooi   | Ondergrond    | Tegenstander in finale | Score          | Details |
| -------------------- | ---------------- | ---------- | ------------- | ---------------------- | -------------- | ------- |
| Verloren finales     |                  |            |               |                        |                |         |
| 1.                   | 21 oktober 2012  | ATP Wenen  | Hardcourt (i) | Juan Martín del Potro  | 5-7, 3-6       | Details |
| Gewonnen challengers |                  |            |               |                        |                |         |
| 1.                   | 24 november 2008 | Cancún     | Gravel        | Martín Alund           | 6-2, 6-1       |         |
| 2.                   | 7 februari 2011  | Caloundra  | Hardcourt     | Bernard Tomic          | 7-64, 6-3      |         |
| 3.                   | 11 juni 2012     | Nottingham | Gras          | Karol Beck             | 7-63, 4-6, 6-4 |         |
| 4.                   | 16 juli 2012     | An-Ning    | Gravel        | Aljaž Bedene           | 1-6, 7-5, 6-3  |         |
| 5.                   | 30 juli 2012     | Peking     | Hardcourt     | Wu Di                  | 6-3, 6-0       |         |
| 6.                   | 1 juli 2013      | Portorož   | Hardcourt     | Martin Fischer         | 6-4, 7-5       |         |

### Palmares dubbelspel
| Nr.                  | Datum             | Toernooi   | Ondergrond | Partner      | Tegenstanders in finale            | Score               | Details |
| -------------------- | ----------------- | ---------- | ---------- | ------------ | ---------------------------------- | ------------------- | ------- |
| Gewonnen challengers |                   |            |            |              |                                    |                     |         |
| 1.                   | 19 september 2011 | Ljubljana  | Gravel     | Aljaž Bedene | Roberto Bautista-Agut Iván Navarro | 6-3, 610-7, [12-10] |         |
| 2.                   | 5 oktober 2015    | Sacramento | Hardcourt  | Blaž Kavčič  | Dustin Brown Daniel Brands         | 6-1, 3-6, [10-3]    |         |

## Prestatietabellen
| Legenda | Legenda                          |
| ------- | -------------------------------- |
| g.t.    | geen toernooi gehouden           |
| l.c.    | lagere categorie                 |
| –       | niet deelgenomen                 |
| G       | uitgeschakeld in de groepsfase   |
| 1R      | uitgeschakeld in de eerste ronde |
| 2R      | uitgeschakeld in de tweede ronde |
| 3R      | uitgeschakeld in de derde ronde  |
| 4R      | uitgeschakeld in de vierde ronde |
| KF      | uitgeschakeld in de kwartfinale  |
| HF      | uitgeschakeld in de halve finale |
| F       | de finale verloren               |
| W       | het toernooi gewonnen            |
| w-v     | winst/verlies-balans             |

### Prestatietabel enkelspel
| Grandslamtoernooien   |               |               |               |      |       |        |
| Australian Open       | –             | 1R            | 1R            | –    | 1R    | 0-3    |
| Roland Garros         | –             | 2R            | –             | –    | 2R    | 2-2    |
| Wimbledon             | 1R            | –             | 2R            | 2R   | 3R    | 4–4    |
| US Open               | –             | –             | –             | 3R   | 1R    | 2-2    |
| Winst-verlies         | 0–1           | 1–2           | 1-2           | 3-2  | 3-4   | 8-11   |
| ATP World Tour Finals |               |               |               |      |       |        |
| ATP World Tour Finals | –             | –             | –             | –    | –     | 0-0    |
| ATP Masters 1000      |               |               |               |      |       |        |
| Indian Wells          | –             | –             | –             | –    | –     | 0-0    |
| Miami                 | –             | –             | –             | –    | 3R    | 2-1    |
| Monte Carlo           | –             | –             | –             | –    | –     | 0–0    |
| Rome                  | –             | –             | –             | –    | –     | 0-0    |
| Madrid                | –             | –             | –             | –    | –     | 0-0    |
| Montreal/Toronto      | –             | –             | –             | –    | 1R    | 0–1    |
| Cincinnati            | –             | –             | –             | –    | –     | 0-0    |
| Shanghai              | –             | –             | –             | –    | –     | 0–0    |
| Parijs                | –             | –             | –             | –    | –     | 0-0    |
| Olympische Spelen     |               |               |               |      |       |        |
| Olympische Spelen     | geen toernooi | geen toernooi | geen toernooi | –    | g.t   | 0-0    |
| Statistieken          |               |               |               |      |       |        |
| Totaal aantal titels  | 0             | 0             | 0             | 0    | 0     | 0      |
| Totaal winst-verlies  | 4-3           | 6-4           | 2-6           | 11-8 | 13-21 | 49-52  |
| Eindejaarsranking     | 175           | '142          | 116           | 55   | 120   | n.v.t. |

### Prestatietabel (Grand Slam) dubbelspel
| Grandslamtoernooien   |      |        |
| Australian Open       | 1R   | 0-1    |
| Roland Garros         | 2R   | 1-1    |
| Wimbledon             | 1R   | 0-0    |
| US Open               | 1R   | 0-1    |
| Winst-verlies         | 1-4  | 1-4    |
| ATP World Tour Finals |      |        |
| ATP World Tour Finals | –    | 0-0    |
| Olympische Spelen     |      |        |
| Olympische Spelen     | g.t. | 0-0    |
| Statistieken          |      |        |
| Totaal aantal titels  | 0    | 0      |
| Eindejaarsranking     | 391  | n.v.t. |